# (467031) 2016 CK198
(467031) 2016 CK198 es un asteroide perteneciente al cinturón de asteroides descubierto por el Mount Lemmon Survey el 3 de noviembre de 2010 desde el Observatorio del Monte Lemmon.